# Szűz Mária-székesegyház (Trujillo)
A Szűz Mária-székesegyház a perui Trujillo egyik fontos műemléke. A 17. században épült templom a Trujillói érsekség székesegyháza.

## Története
A Trujillói egyházmegye első, a püspökség rangjához illő temploma 1616-ban épült fel, ám ezt 1619. február 14-én egy földrengés romba döntötte. Az új templom építése 1647-ben kezdődött el, ám ezúttal tervezésénél már odafigyeltek, hogy erősebb, és ezáltal a földrengéseknek is jobban ellenálló építmény készüljön el. Az építkezés Francisco de Soto Ríos építész tervei alapján kezdődött, és 1666-ban Francisco Balboa fejezte be. Az idő múlásával a püspökök folyamatosan alakítgatták az épület díszítéseit, talán a legtöbbet Baltasar Jaime Martínez Compañón változtatott a 18. század végén, aki négy barokk retablót rokokóra cserélt. 1768-ban Cristóbal de Vargas építész tervei alapján az eredeti faszerkezetet keresztboltozatra cserélték, majd az 1800 utáni évtizedben Evaristo Noriega átépítette a boltozatot, a kupolát, és kicseréltette a bejárati kapu elsalétromosodott tégláit. 1818-ban helyeztek el az egyik toronyban egy órát, amelyet Spanyolországból hozatott Gregorio de Guinea esperes.
A 19. században ezután nem sokat változott az épület, de 1911-ben Carlos García Irigoyen püspök nagy átépítéseket valósíttatott meg, amelyek által sokat vesztett eredeti építészeti értékeiből. Kiszélesítették a presbitériumot, amelynek padlóját egyúttal márványra cserélték, megerősítették a központi retablót, kicserélték a pulpitust, új kórust építettek a központi hajó bejárata fölé, a téglázott padlóburkolatot kőlapokra cserélték, a főkórus környékén levő falakat lerombolták, a stallumokat pedig áthelyezték a presbitériumba. A 20. században az addig jellegzetes téglás külső homlokzatot bevakolták.
A templomnak 1967. augusztus 23-án VI. Pál pápa basilica minor rangot adományozott. Ehhez kapcsolódóan Carlos Jurgens Byme püspök a főretablót, amelyet 1721 és 1740 között készített Fernando Collado, áthelyeztette egy betonállványra, de az 1970-es földrengés során a kupola beomlott, és nagy kárt tett a műalkotásban. A templom teljes felújítása két évtized múlva valósult meg.

## Az épület
A sárgára festett, barokk stílusjegyeket viselő templom belsejében több barokk és rokokó, többnyire fehér és arany színeket alapul használó retabló található, a csurrigereszk főretabló azonban egyedülálló az egész északi országrészben, sőt, egész Peruban is csak Cuzcóban található hasonló. Az épület freskóit a cuzcói és a quitói iskolához tartozó művészek készítették, akik ábrázolták többek között Lima Szent Rózát, Ávilai Szent Terézt, Szent Pétert, Keresztelő Szent Jánost, Mongrovejói Szent Turibiuszt és Szent Bálintot, a város védőszentjét is.
A templom mellett egy kis múzeumot is nyitottak, ahol a spanyol gyarmati időből származó, aranyból és ezüstből készült egyházi műkincsek tekinthetők meg.

## Képek

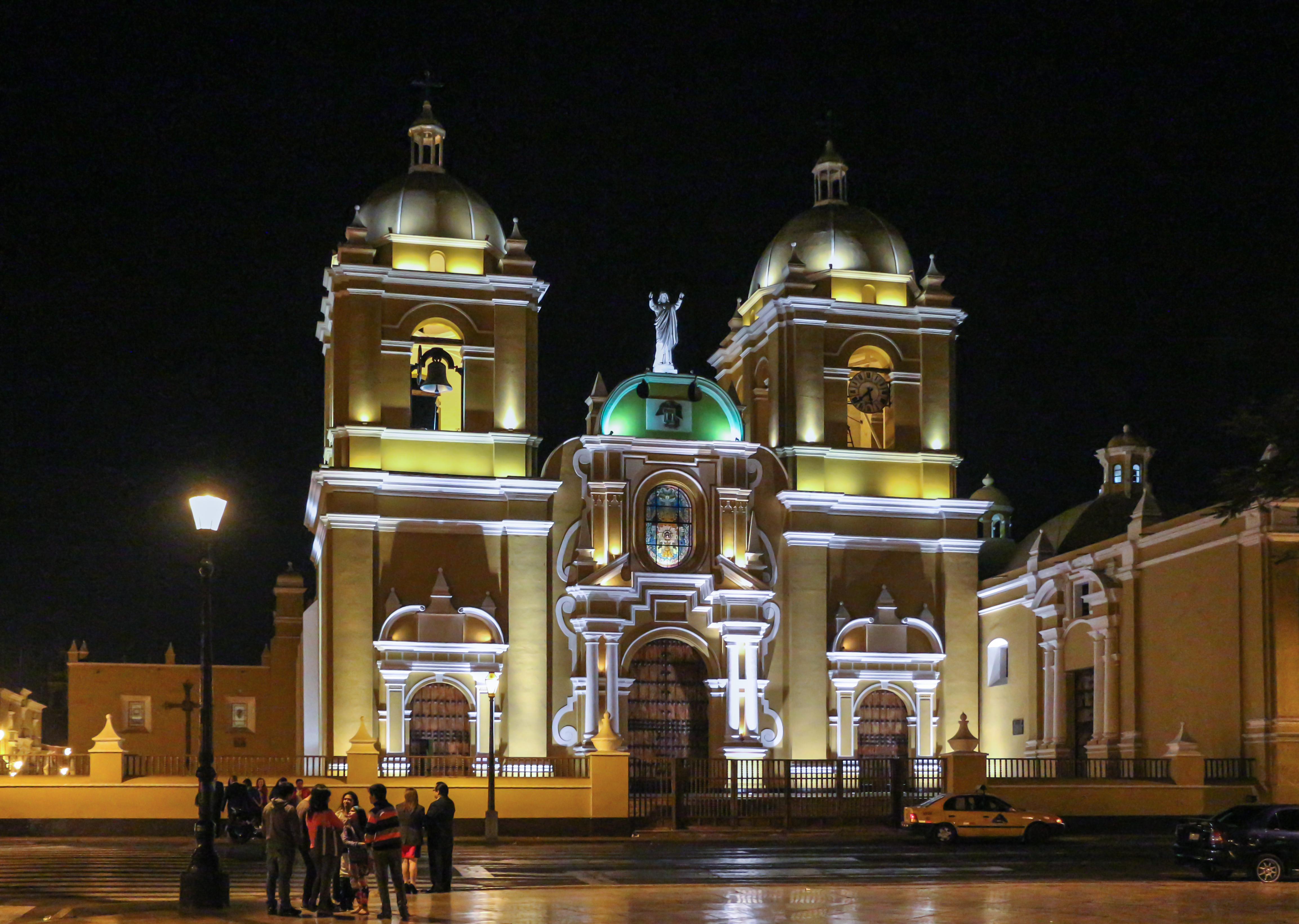
Éjjeli látkép
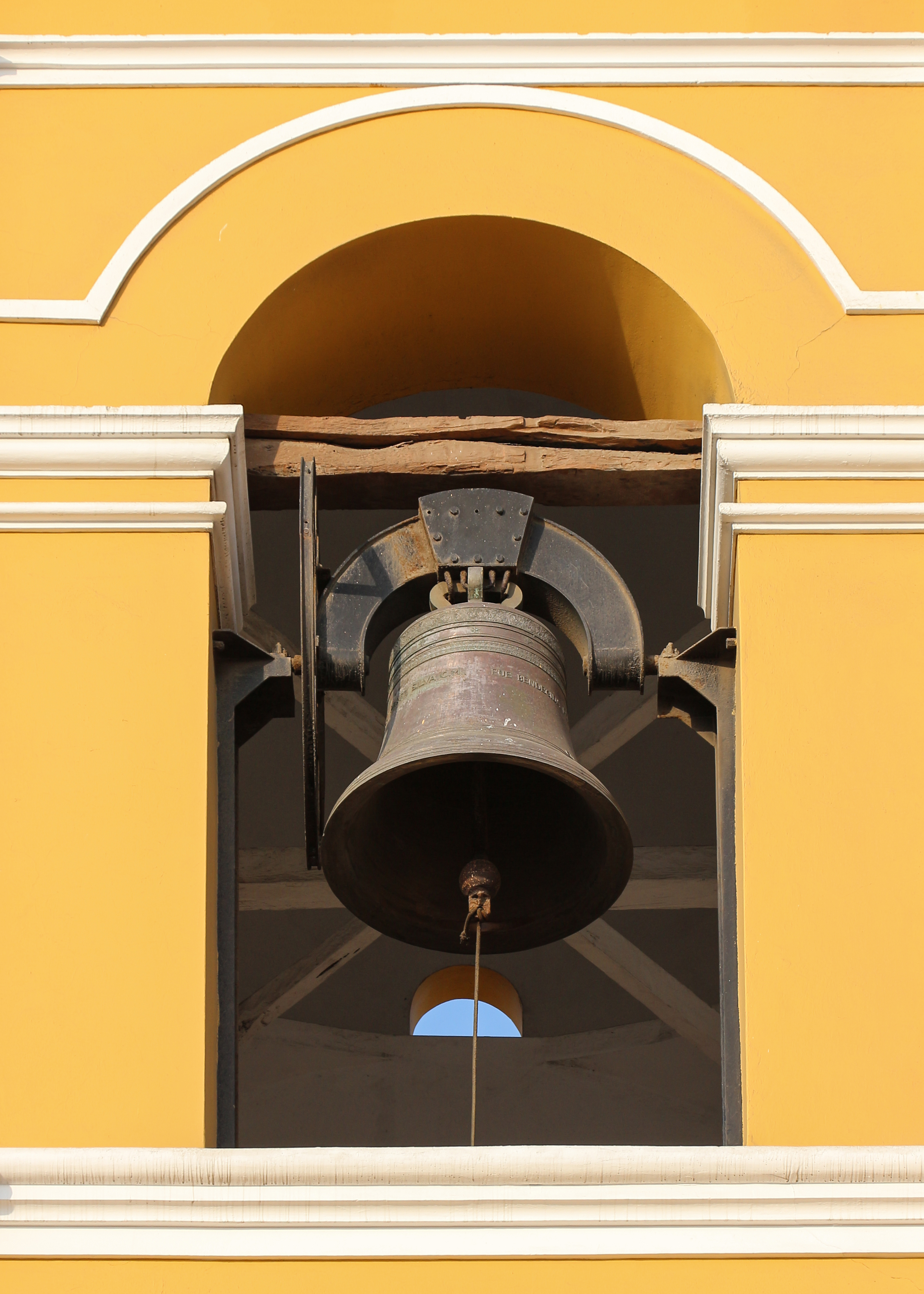
Harang
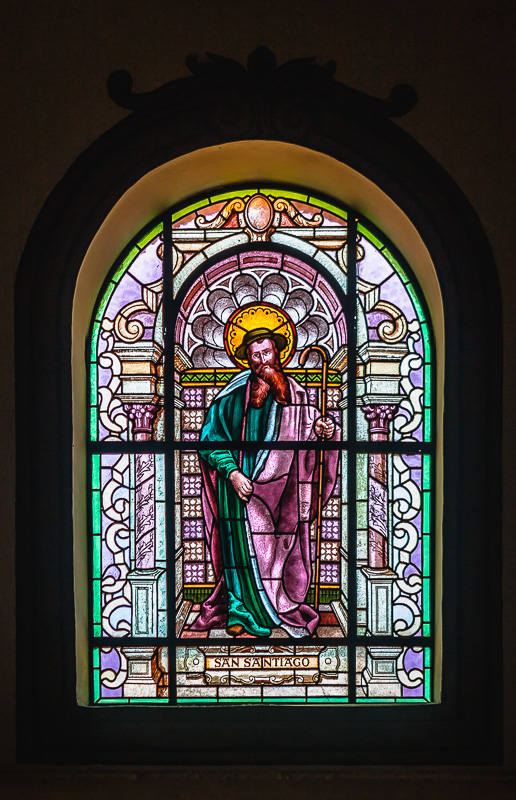
Üvegablak
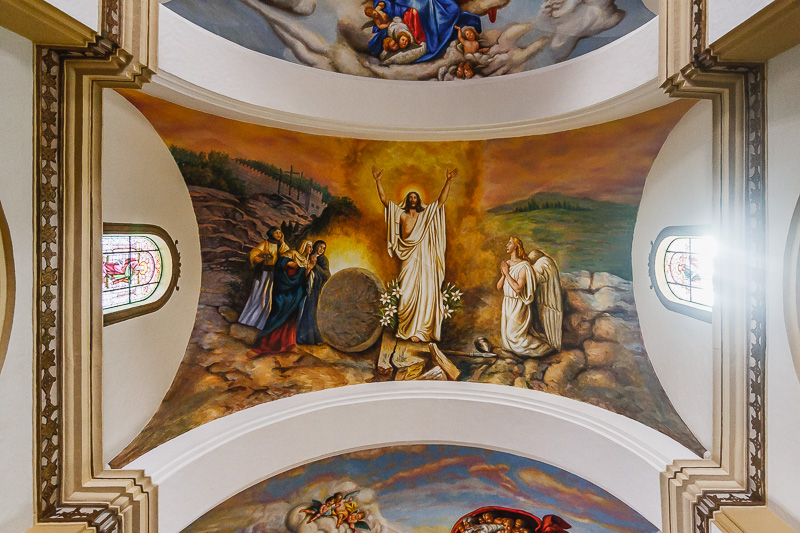
Mennyezeti festmény
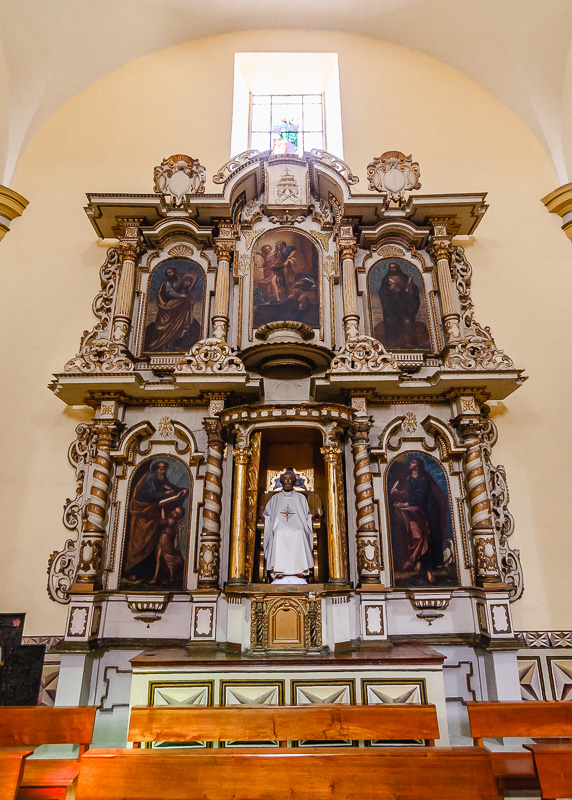
Oltár